# 牟田口格郎
牟田口 格郎（むたくち かくろう、1894年1月2日 - 1945年7月24日）は、日本海軍の軍人。最終階級は海軍少将。

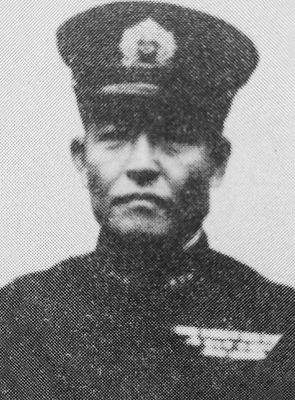

## 経歴
東京府出身。牟田口宗六・ヒサ夫妻の息子として生まれる。東京府立第一中学校を経て、海兵のほか陸軍士官学校（28期）を受験し陸士も合格している。1916年（大正5年）11月、海軍兵学校44期を95名中88番で卒業。1917年（大正6年）12月、海軍少尉に任官し「河内」乗組となる。
1922年（大正11年）12月、「伊勢」分隊長となり、呉海兵団分隊長兼教官、「第16号駆逐艦」（芙蓉）乗組、「潮」掃海艇長、第一遣外艦隊司令部付、佐世保防備隊分隊長、「第一号掃海艇」長、「燕」艤装員長、佐世保防備隊付兼分隊長を歴任。1929年（昭和4年）11月、海軍少佐に昇進。
1930年（昭和5年）6月、「槇」駆逐艦長となり、兼「桑」駆逐艦長、「矢風」駆逐艦長、「鳥羽」艦長、「浦風」駆逐艦長を歴任。1935年（昭和10年）11月、海軍中佐に進級。
1936年（昭和11年）7月、「白雪」駆逐艦長に転じ、「常磐」副長、第3艦隊司令部付、「出雲」副長、第1港務部部員、兼支那方面艦隊司令部付兼上海航路部部員、第21掃海隊司令、第一遣支艦隊司令部付を経て、1941年（昭和16年）10月、「安宅」艦長に就任。同月、海軍大佐に昇進し太平洋戦争を迎えた。
1942年（昭和17年）12月、横須賀鎮守府付となり、第二水雷戦隊司令部付、第15駆逐隊司令、横須賀鎮守府付、横須賀第二海兵団教官、武山海兵団教官を歴任。1944年（昭和19年）8月、「大淀」艦長に着任。レイテ沖海戦、礼号作戦、北号作戦に参加した。
1945年（昭和20年）2月、「伊勢」艦長に就任。同年7月、呉軍港空襲により、艦橋への命中弾で戦死。戦死後、海軍少将へ特進した。